# Teatro San Samuele
Teatro San Samuele bylo v 17. a 18. století jedno z nejvýznamnějších divadel a operních domů v Benátkách.

## Historie divadla
Divadlo San Samuele bylo postaveno na zakázku rodiny Grimaniů v roce 1656. Zpočátku sloužilo převážně pro činoherní představení, ale v průběhu 18. století začala převažovat operní a baletní představení. V letech 1737–1741 byl ředitelem divadla slavný dramatik a libretista Carlo Goldoni a v té době mělo mnoho jeho děl premiéru v tomto divadle.
Původní Teatro San Samuele vyhořelo 30. září 1747. Nové divadlo bylo postaveno v téměř identické podobě a bylo otevřeno v květnu roku 1748. Nové divadlo pak sloužilo především pro opery žánru opera buffa, zatímco opera seria a další dramatická díla byla uváděna v jiném benátském divadle rodiny Grimaniů, v divadle Teatro San Benedetto.
Na konci 18. století ztratilo Teatro San Samuele značnou část své dosavadní prestiže. V roce 1770 byla z ekonomických důvodů rodina Grimaniů donucena divadlo prodat. Divadlo však pokračovalo v provozu až do 6. dubna 1807, kdy bylo na základě Napoleonova dekretu uzavřeno, stejně jako několik dalších benátských divadel (Teatro San Cassiano, Teatro Sant'Angelo a Teatro San Luca. Po porážce Napoleona bylo divadlo v roce 1815 znovu otevřeno.
V roce 1819 získal divadlo impresário Giuseppe Camploy. V roce 1853 bylo divadlo přejmenováno na Teatro Camploy. S výjimkou roku 1840, kdy se v divadle hrálo sporadicky, bylo Teatro San Samuele v nepřetržitém provozu až do Camployovy smrti v roce 1889. Camploy divadlo odkázal městu Verona. Městská rada Benátek divadlo odkoupila a v roce 1894 nechala budovu zbourat a na jejím místě postavit školu.

## Preméry v divadle San Samuele (výběr)
- Mutio Scevola, hudba Francesco Cavalli, libreto Giovanni Faustini a Nicolò Minato, 26. ledna 1665
- L'Artaxerse, dramma per musica, hudba Carlo Grossi, libreto Aurelio Aureli, 28. prosince 1668
- Scipione nelle Spagne, dramma per musica, hudba Tomaso Albinoni, libreto Apostolo Zeno, 25. května 1724
- Dalisa, opera seria, hudba Johann Adolf Hasse, libreto Domenico Lalli, 17. května 1730
- Griselda, dramma per musica, hudba Antonio Vivaldi, libreto Apostolo Zeno podle Giovanni Boccaccia, 18. května 1735
- La contessina, pasticio, hudba Niccolò Jommelli, libreto Goldoni, 1743
- La ritornata di Londra, dramma giocoso, hudba Domenico Fischietti, libreto Goldoni, 7. února 1756
- Catone in Utica, opera seria, hudba Florian Leopold Gassmann, libreto Metastasio, 29. dubna 1761
- L'idolo cinese, dramma giocoso, hudba Giacomo Rust, libreto Giovanni Battista Lorenzi, 28. prosince 1773
- Le gelosie villane, dramma giocoso, hudba Giuseppe Sarti, libreto Tommaso Grandi, listopad 1776
- Giannina e Bernardone, dramma giocoso, hudba Domenico Cimarosa, libreto Filippo Livigni, podzim roku 1781
- La morte di Cesare, opera seria, hudba Francesco Bianchi, libreto Gaetano Sertor, 27. prosince 1788.
- Il servo padrone, opera buffa, hudba Niccolò Piccinni, libreto Caternio Mazzolà, 17. ledna 1794
- L'accademia di musica, farsa, hudba Johann Simon Mayr, libreto Gaetano Rossi, 24. listopadu 1799
- Le metamorfosi di Pasquale, farsa giocosa, hudba Gaspare Spontini, libreto Giuseppe Maria Foppa, 26. prosince 1801
- Pietro il grande, opera buffa, hudba Gaetano Donizetti, libreto Gherardo Bevilacqua-Aldobrandini, 26. prosince 1819
- Marco Visconti, opera seria, hudba Antonio Pedrocco, libreto Nicolò Foramiti, 16. dubna 1853